# 火龍球場
火龍球場（葡萄牙語：Estádio do Dragão）是一個位於葡萄牙的一個足球場，可以容納50,399名觀眾。
球場在前的球場Estádio das Antas上原址重建。球場於2003年完成興建，並作為2004年歐洲國家盃的比賽場地之一。時至今日，球場及鄰近的住宅購物區相繼落成。
球場的名字中有「龍」的原因是由於波圖的會徽的皇冠上有一條龍。因此，球場亦以該條龍，作為球場的名稱。
2004年，球場作為2004年歐洲國家盃的揭幕戰舉行場地。當時，身為東道主的葡萄牙國家足球隊對希臘國家足球隊。普遍認為，希臘不是葡萄牙的對手。可是，希臘憑卡拉高尼斯和巴辛拿斯的入球以2-0領先葡萄牙。最後，葡萄牙只能憑C朗拿度於補時階段的入球「破蛋」。
現時，球場更被歐洲足協評為歐洲足協五星級足球場，被認為可以舉辦歐洲聯賽冠軍盃決賽的場地。

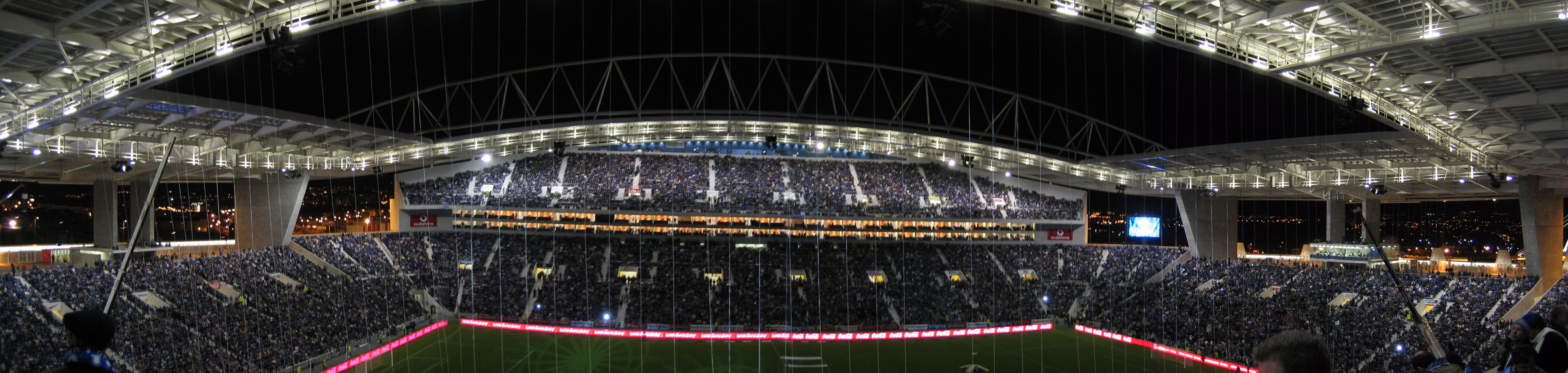
在夜間作賽的火龍球場

## 外部連結
- Estádio do Dragão @ FC Porto's official website

| 前任： 首屆                         | 歐洲國家聯賽 決賽場地 2018-19年   | 繼任： · 聖西路球場 · ( 義大利米蘭) |
| 前任： · 盧斯球場 · ( 葡萄牙里斯本) | 歐洲聯賽冠軍盃 決賽場地 2020-21年 | 繼任： · 法蘭西體育場 · ( 法國巴黎) |

41°9′42.33″N 8°35′2.16″W / 41.1617583°N 8.5839333°W